# 仁井田駅 (栃木県)
仁井田駅（にいたえき）は、栃木県塩谷郡高根沢町大字文挾にある、東日本旅客鉄道（JR東日本）烏山線の駅である。
高知県に位置する土讃線の仁井田駅と区別するため、切符には「（烏）仁井田」と印字される。

## 歴史
熟田村に開業した当初は、駅名も村名と同じく熟田駅（読み同じ）としていたが、東海道本線の熱田駅との混同を避けるため、2年後に現在の駅名へ改称された。
- 1923年（大正12年）4月15日：熟田駅として開業[2]。
- 1925年（大正14年）4月1日：仁井田駅に改称[2]。
- 1975年（昭和50年）4月1日：貨物の取り扱いを廃止[2]。
- 1979年（昭和54年）7月1日：専用線発着車扱貨物の取り扱いを開始[2]。
- 1984年（昭和59年）2月1日：荷物の取り扱いを廃止[2]。
- 1985年（昭和60年）3月14日：専用線発着車扱貨物を廃止[2]。
- 1987年（昭和62年）4月1日：国鉄分割民営化により、JR東日本の駅となる[2]。
- 2009年（平成21年）3月14日：東京近郊区間に編入される[4]。
- 2011年（平成23年）6月1日：無人化。
- 2014年（平成25年）3月15日：新駅舎の供用を開始[5]。

## 駅構造
単式ホーム1面1線を有する地上駅。元々は交換可能駅であった。
かつては直営駅だったが、2011年5月31日をもって窓口営業終了、翌6月1日より宝積寺駅管理の無人駅となった。

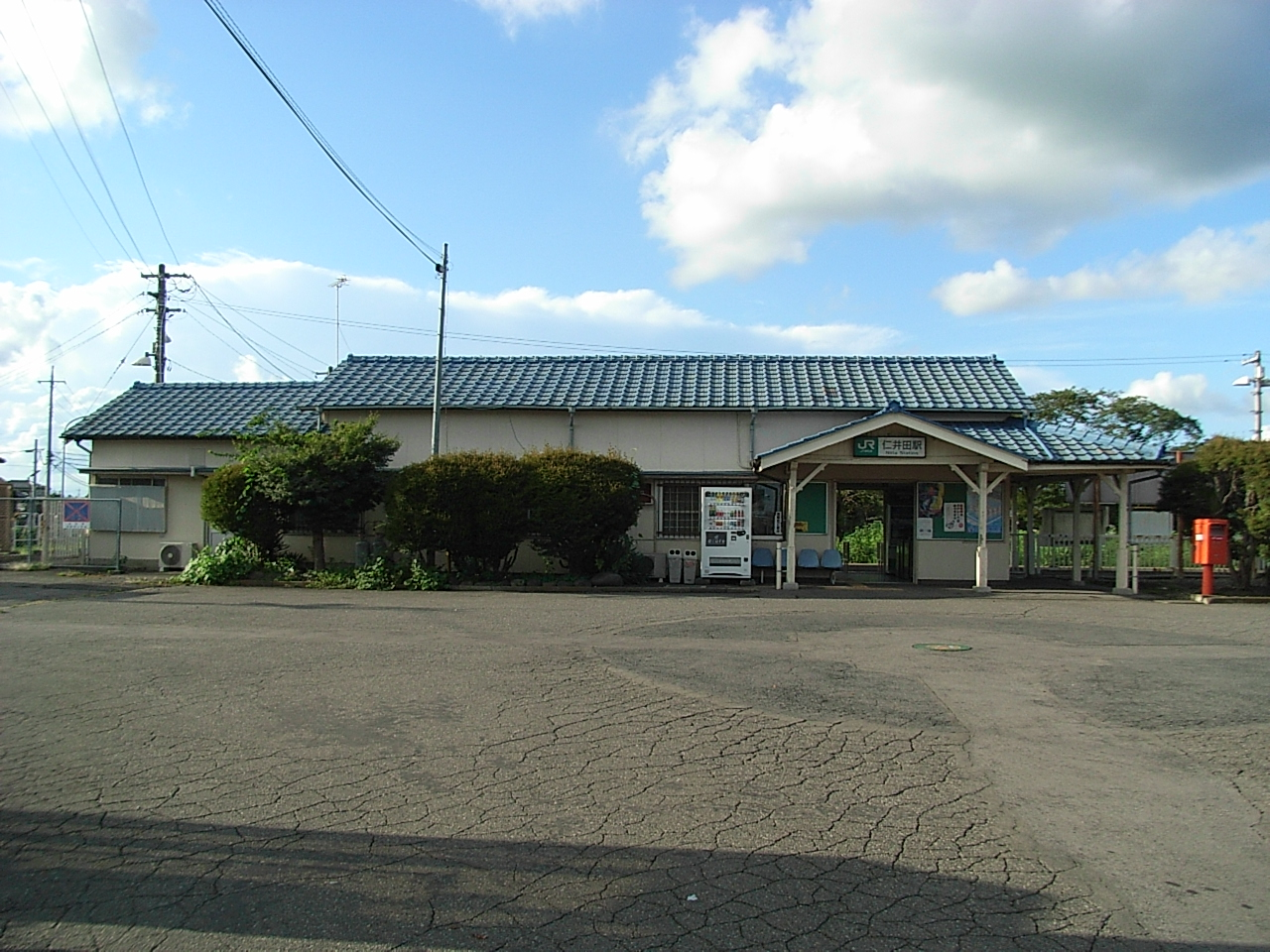
旧駅舎（2008年8月）
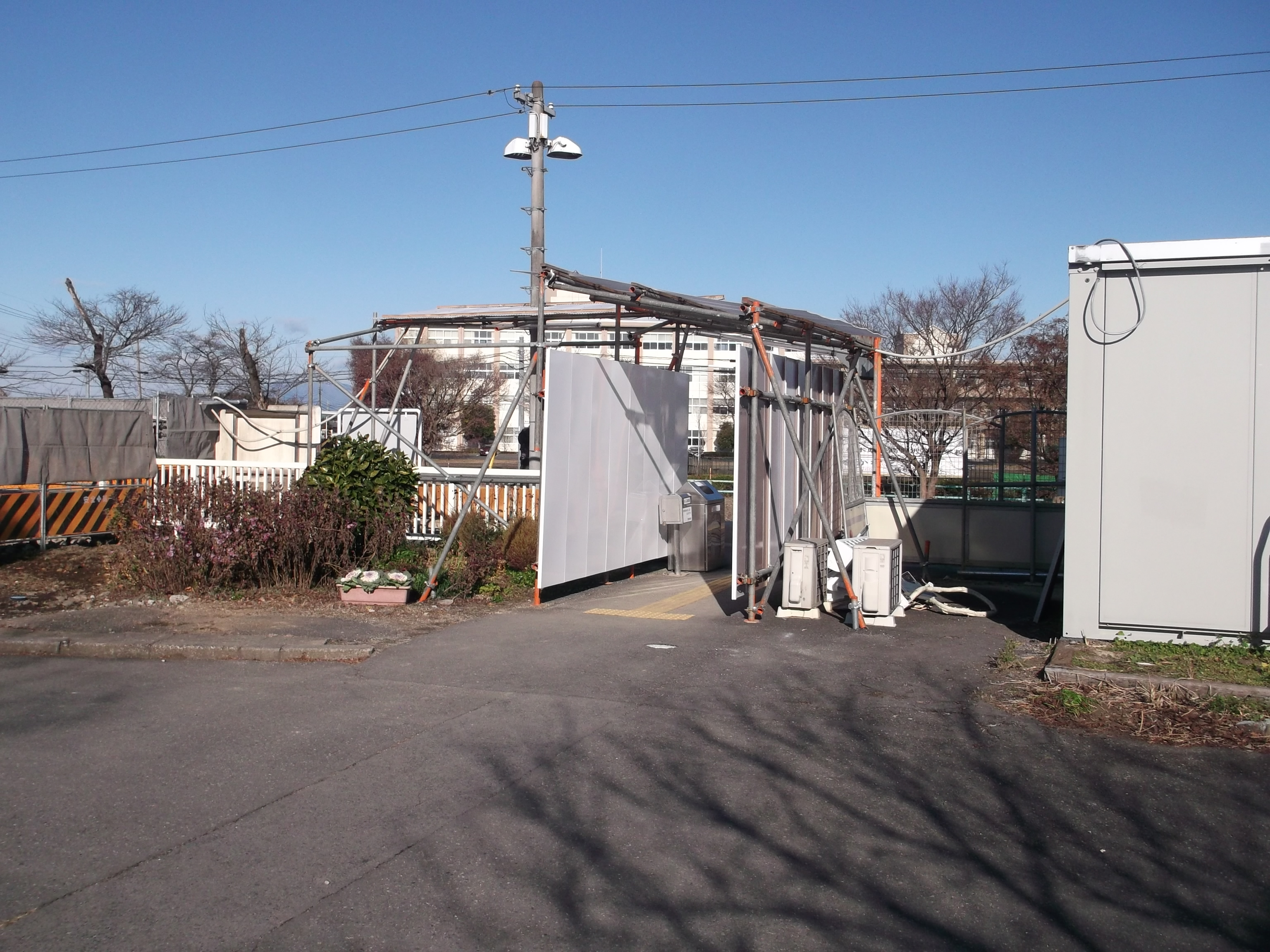
仮出入口（2013年12月）
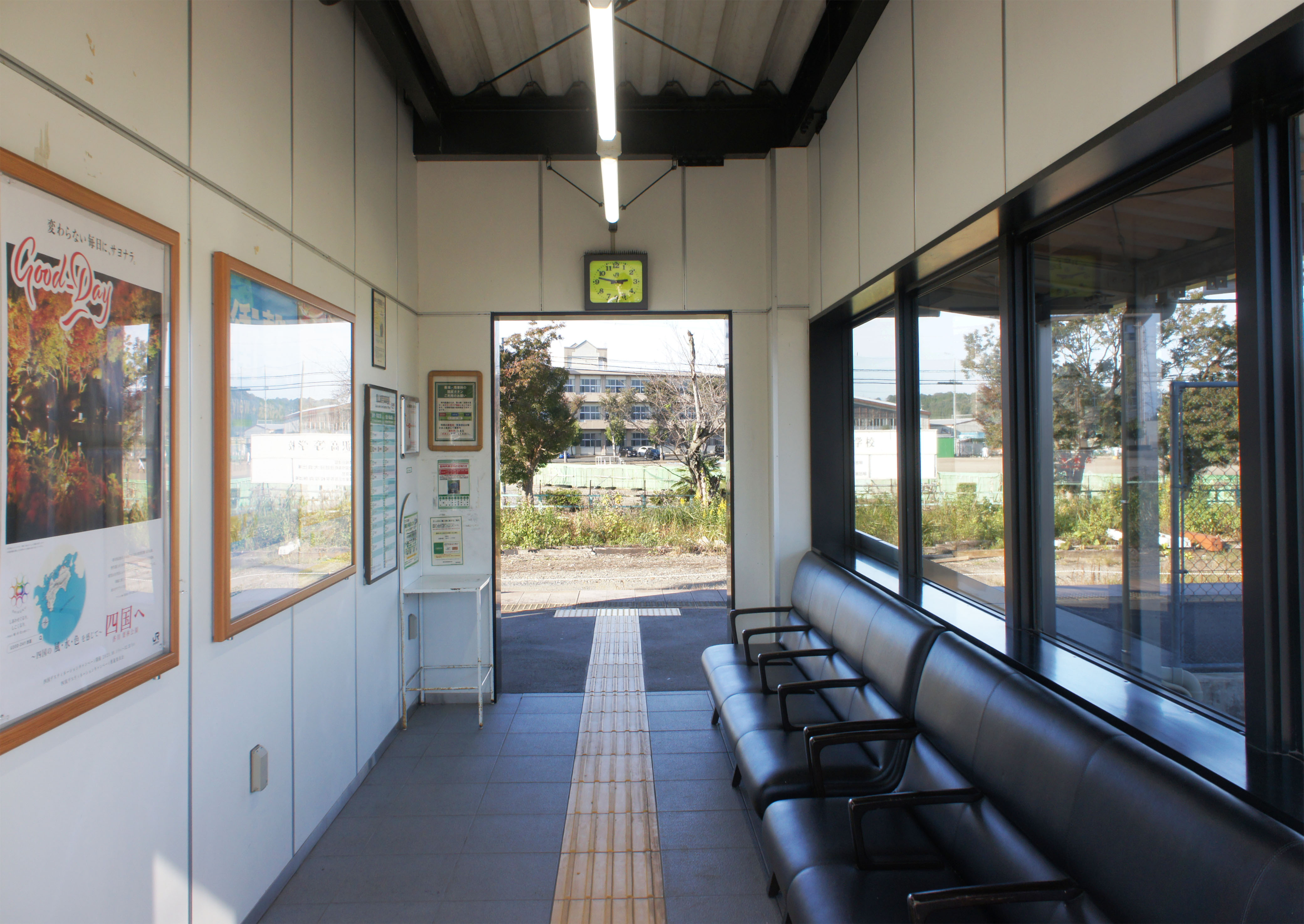
待合室（2021年10月）
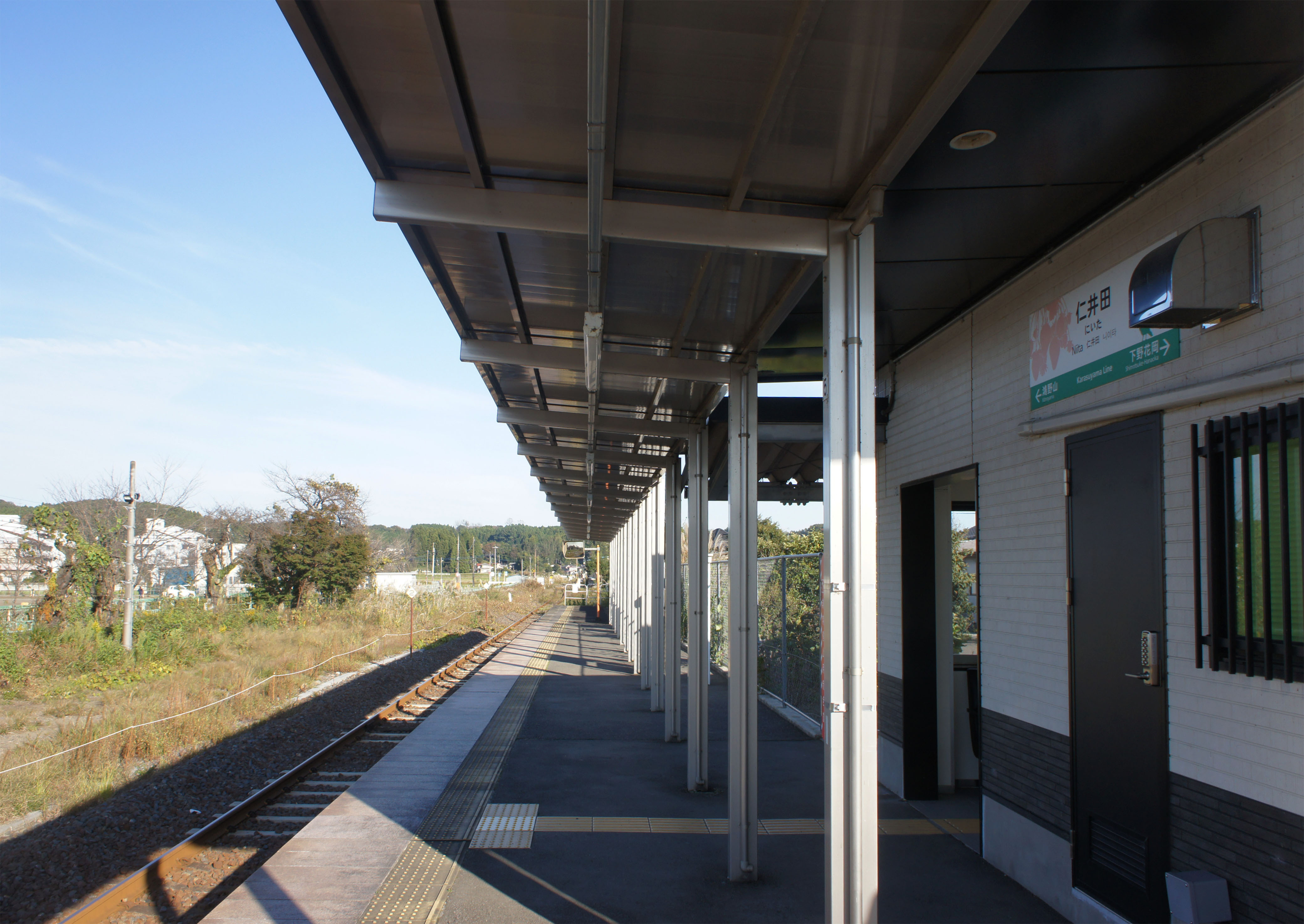
ホーム（2021年10月）

## 利用状況
「栃木県統計年鑑」によると、2008年度（平成20年度）- 2011年度（平成23年度）の年間乗車人員の推移は以下のとおりであった。
| 乗車人員推移       | 乗車人員推移                | 乗車人員推移 |
| 年度               | 年間乗車人員 （単位：千人） | 出典         |
| ------------------ | --------------------------- | ------------ |
| 2008年（平成20年） | 157                         | [ 6 ]        |
| 2009年（平成21年） | 156                         | [ 7 ]        |
| 2010年（平成22年） | 160                         | [ 8 ]        |
| 2011年（平成23年） | 159                         | [ 9 ]        |

## 駅周辺
- 熟田郵便局
- 高根沢町仁井田体育館
- 高根沢町図書館仁井田分館
- 栃木県立高根沢高等学校[10]
- 栃木県道225号花岡狹間田線
- 栃木県道10号宇都宮那須烏山線
- 井沼川
- リオン・ドール 高根沢東店

## 隣の駅
東日本旅客鉄道（JR東日本）
■烏山線
下野花岡駅 - 仁井田駅 - 鴻野山駅